# 彭人傑
彭人傑，庐陵人，清朝政治人物。附监出身。
嘉庆三年（1798年），擔任清朝廣州府南海縣知縣。后由戴錫綸接任。